# حليمة الكحلوت
حليمة عبد الكريم محمود الكحلوت (13 ديسمبر 1994 - 30 أكتوبر 2023) هي فنانة تشكيلية فلسطينية، ولدت بمدينة غزة وحصلت على درجة البكالوريس بالفنون الجميلة من جامعة الأقصى. حصلت على منحة إقامة فنية في شبابيك من خلال حملة فن لأجل غزة الذي نفذه الإتحاد العام للمراكز الثقافية بالتعاون مع مركز خليل السكاكيني الثقافي وغاليري ون في عام 2021.
استشهدت في 30 أكتوبر 2023 خلال ضربةٍ جوية نفذتها القوات الجوية الإسرائيلية على منزلها الكائن في مدينة غزة، وذلك خلال الرد الإسرائيلي على عملية طوفان الأقصى. نعتها وزارة الثقافة الفلسطينية في بيانٍ جاء فيه: «استشهاد الفنانة الشابة حليمة عبد الكريم الكحلوت إثر القصف الإسرائيلي المتواصل على قطاع غزة».

## معارضها الفنية
حليمة عبد الكريم الكحلوت، لها عدة معارض فنية عبرت خلالها عن وضع قطاع غزة إثر الحصار الإسرائيلي ومنها:
- «معرض ملاذ الفن» والذي يعبرعن مطحنة الحياة وقضاياها المعاصرة،  بتنظيم من جاليري التقاء للفنون المعاصرة عام 2021.
- «خطوة خارج منطقة الراحة»  في بداية عام 2023.
- « مبني للمعزول » معرض للفنون المعاصرة بالتعاون مع مركز رشاد الشوا والذي عبرت فيه عن صعوبات الحصول على العلاج  بفعل الحصار الإسرائيلي والإغلاق عام 2022.
- « ورشة الفنون التجريبية (تقنيات متعددة)»  بعنوان الفرامة  والذي عبرت فيه عن صعوبة الحياة عام 2022.
- معارض منوعة (عــرض فــي الفــراغ، ومعرض خيال ،معرض عندما نعـرف العالم ) مـن تنظيـم محتـرف شـبابيك بغـزة بيــن الأعوام خلال الأعوام (2019 -2021). فرغــت نفســها للإنتــاج الفنــي وعملت كمنشــطة فنية في عدد من المؤسســات مثل وزارة الثقافــة الفلســطينية.